# Sanford-lugasépítő
A Sanford-lugasépítő (Amblyornis papuensis sanfordi) a madarak osztályának verébalakúak (Passeriformes)  rendjébe és a lugasépítő-félék (Ptilonorhynchidae) családjába tartozó faj.
A magyar név forrással nincs megerősítve, lehet, hogy az angol név tükörfordítása (Sanford's Bowerbird).

## Rendszerezés
Egyes rendszerezők szerint önálló faj Amblyornis sanfordi vagy Archboldia sanfordi néven.

## Előfordulása
Pápua Új-Guinea területén honos.

## Külső hivatkozások
- Videók a fajról
- Kép a fajról